# Höcherberg (Gemeinde)

Damaliger Wappenentwurf für die Gemeinde Höcherberg

Am 1. April 1937 wurde die Gemeinde Höcherberg aus den bisherigen Gemeinden Höchen, Mittelbexbach und Oberbexbach-Frankenholz neu gebildet. Am 1. Mai 1947 wurde sie aufgelöst. An ihrer Stelle wurden die Gemeinden Höchen und Mittelbexbach wiedererrichtet. Die Gemeinden Frankenholz und Oberbexbach wurden neu gebildet.
Benannt wurde die Gemeinde nach dem Höcherberg, einem Höhenzug, der mit einer Höhe von 518 Metern die Stadt Bexbach um 250 Meter überragt.
Das ehemalige Gemeindegebiet grenzte an Rheinland-Pfalz.
Im Zuge der Gebiets- und Verwaltungsreform, die am 1. Januar 1974 in Kraft trat, entstand die neue Stadt Bexbach (Saarpfalz-Kreis, Saarland). Ihr gehören die bisherige Stadt Bexbach (bis 1955 Gemeinde Mittelbexbach), die Orte, die die Gemeinde Höcherberg bildeten, sowie Niederbexbach und Kleinottweiler an. Der Ort Ludwigsthal kam zur Stadt Neunkirchen.